# Oliver Anthony
Christopher Anthony Lunsford (Farmville, Virginia, Estados Unidos; 30 de junio de 1992), más conocido como Oliver Anthony, es un cantante y compositor estadounidense de country. En agosto de 2023, lanzó el sencillo «Rich Men North of Richmond» de forma independiente, el cual alcanzó el número 1 en las listas de todos los géneros de iTunes y de Spotify de EE. UU.; otras seis canciones suyas también se ubicaron en la lista de los mayores 20 hitos de iTunes, resultando en que ha sido el único cantante en debutar como artista con un n.º 1 en el conteo musical de Billboard Hot 100 de Estados Unidos.
A nivel mundial, debutó con un n.º 2 en la Billboard Global 200.

## Biografía
Un cantante de los Apalaches del subgénero campirano-folclórico, Anthony toca la guitarra resonadora, y se dice que posee una voz "ronca áspera" o “singular, grave voz y fuerte acento". Vive junto con su esposa Tiffany en una propiedad aislada, donde espera criar ganado.  Trabajó en una fábrica en Carolina del Norte, haciendo turnos de 12 horas, seis días a la semana; posteriormente trabajó en ventas de productos para la construcción.  Anthony comenzó a tomarse en serio el oficio de escribir música en 2021. Ha lanzado música bajo el nombre de Oliver Anthony Music desde 2022.
La música de Anthony ha sido influenciada por Hank Williams. Ha dicho que "comenzó a recibir mensajes de personas que decían cuánto los ayudaba la música con sus luchas en la vida", y eso le dio un propósito.  "Me hizo sentir que no estaba sencillamente perdiendo el tiempo". Anthony ha luchado con problemas de salud mental y abuso de alcohol, y en julio de 2023 se derrumbó y le prometió a Dios que estaría sobrio si lo ayudaba a seguir su sueño.  Alrededor de 30 días después, el canal de música de Virginia Occidental, radiowv, le pidió que grabara una canción para su canal de música de YouTube, y el resultado fue "Rich Men North of Richmond".
Todas las canciones que Anthony publicó antes de "Rich Men North of Richmond" fueron grabadas en su teléfono móvil.  A los pocos días del lanzamiento de esa canción, John Rich, un conocido cantante de música campirana, se ofreció públicamente a producir el primer álbum de Anthony.
Anthony realizó un espectáculo gratuito en un mercado de agricultores en Barco, Carolina del Norte el domingo 13 de agosto, que Anthony abrió con la lectura de versículos del Salmo 37 sobre el destino de los malhechores. Allí se le unió inesperadamente el cantante Jamey Johnson. Ese mismo mes, otras seis canciones de Anthony se ubicaron en el iTunes Top 20, y una, “Ain’t Gotta Dollar” (español: No tengo ni un peso), alcanzó el No.1 en la lista de virales de Spotify.  Winston Marshall, de la banda Mumford & Sons, comparó a Anthony con un personaje de Hillbilly, una elegía rural por su canción “Doggonit” (español: Al carajo’').
El 22 de agosto, Anthony publicó el video de  "I Want to Go Home" (su segundo) vía YouTube. En 24 horas fue visualizado más de un millón de veces; el 2 de septiembre le siguió con un tercer video, el de "90 Some Chevy," una canción originalmente publicada en abril, que compara ciertos aspectos del amor romántico con un vehículo viejo. Al mismo tiempo apareció una versión en vivo de esta última.

### Ricos al norte de Richmond
El video de Anthony interpretando Rich Men North of Richmond apareció en YouTube el lunes 7 de agosto de 2023 e inmediatamente se volvió viral. Ganando rápidamente el apoyo de personalidades como el cantautor John Rich, el comentarista digital Joe Rogan y el comentarista político Matt Walsh, la canción llegó al número 1 en la lista de todos los géneros de iTunes y de Spotify de EE. UU. en cuestión de días,  El fiscal general de Virginia, Jason Miyares, reaccionó a la actuación viral de Anthony diciendo: "... talento irreal de Virginia". NBC News informó que la carga del video original tuvo más de nueve millones de visitas en el espacio de cinco días, y citó un comentario que atrajo 11,000 "me gusta": "Y así te convertiste en la voz de 40 o 50 millones de trabajadores".  A mediados de septiembre había acumulado 64 millones de exhibiciones en YouTube.
Ricos al norte de Richmond es una canción de protesta, que cita entre otros la isla de Epstein, donde Epstein llevaba a los ‘hombres al norte de Richmond’ (los poderosos miembros del gobierno asentado en Washington D. C., que se encuentra 100 millas al norte de Richmond, Virginia) y a otros ricos y famosos para proveerles prostitutas menores de edad.  Critica así mismo a los obesos que abusan del sistema de beneficencia pública, y a los excesivos impuestos.

### Conciertos
• Morris Farm Market, Barco, Carolina del N., 13 de agosto de 2023.

• Eagle Creek Golf Club and Grill, Moyock, Carolina del N., 19 de agosto de 2023.

• North Street Press Club, Farmville, Va., 23 de agosto de 2023.

• The Comedy Mothership, Austin, Tejas, 29 de agosto de 2023.

## Política
Anthony ha declarado que no es partidista: "Me siento bastante en el centro del pasillo en política y siempre lo he sido".

## Repercusión
Anthony es el sexto artista en la historia del Billboard Hot 100 con una canción que debutó en la posición No.1, pero, más notablemente, es el primer artista en debutar él mismo en el n.º 1.
Anthony el primer cantautor con 13 canciones simultáneamente en la lista de las 50 canciones digitales más vendidas mientras aún vive, puesto que Prince y Michael Jackson le excedieron apenas poco después de fallecer; empero, el grupo BTS y las intérpretes Taylor Swift y Rihanna han excedido todos en vida a Anthony con 18, 16, y 14 canciones respectivamente.
| Canción                      | Publicada | Hito más elevado    | Hito más elevado    | Hito más elevado | Hito más elevado | Hito más elevado | Hito más elevado | Hito más elevado |
| Canción                      | Publicada | EE. UU. Todo Género | EE. UU. Campi- rana | Ir- landa        | RR. UU.          | N. Zelan- dia    | Cana- dá         | Global           |
| ---------------------------- | --------- | ------------------- | ------------------- | ---------------- | ---------------- | ---------------- | ---------------- | ---------------- |
| "Ain't Gotta Dollar"         | 2022      | 82                  | 21                  | —                | —                | —                | –                |                  |
| "I've Got to Get Sober"      | 2023      | —                   | 35                  | —                | —                | —                | –                |                  |
| "Rich Men North of Richmond" | 2023      | 1                   | 1                   | 10               | 23               | 4                | 3                | 2                |